# Curricularnormwert
Seit 1977 existiert im bundesdeutschen Hochschulrecht mit dem Curricularnormwert (CNW) eine Festlegung, wie viele Deputatsstunden für die Ausbildung eines Studenten in einem bestimmten Studiengang an Hochschulen erforderlich sind. Je höher der Curricularnormwert ist, desto mehr Personal ist im Studiengang pro Student vorzusehen. Die CNW sind festgelegt in den Kapazitätsverordnungen (KapVO) der Bundesländer.
Der CNW eines Studiengangs quantifiziert den Lehraufwand in SWS (Semesterwochenstunden) für einen Studierenden in seiner Regelstudienzeit. Mittels der Formel N = LK/CNW bestehend aus CNW und LK (Lehrkapazität) kann die Studienanfängerkapazität N pro Jahr errechnet werden. 
Im Rahmen des Bologna-Prozesses und der neuen Studiengänge sollen die CNW auf Empfehlung der Hochschulrektorenkonferenz (HRK) flexibilisiert werden, um hochschul- und studiengangspezifisch eine Profilbildung der neuen Studiengänge zu ermöglichen.